# Wapen van de Salomonseilanden

Wapen van de Salomonseilanden

Het wapen van de Salomonseilanden werd aansluitend op de onafhankelijkheid op 7 juli 1978 vastgesteld.

## Beschrijving
Het gouden schild is door een groene andreaskruis verdeeld. Op het kruis zijn zilveren speren, zwarte pijlen, een handboog en een klein, traditioneel bruin schild afgebeeld. In het linker en rechter gouden vlak is een bruine schildpad afgebeeld. Boven het gouden vlak is een blauw gedeelte, waarop twee fregatvogels en een arend zijn afgebeeld, alle in hun eigen kleuren.
De wrong en het dekkleed zijn zilver-blauw. Als helmteken is een traditionele boot afgebeeld met daarboven een zon en als schildhouders een zeekrokodil en een haai. Het schild staat op een verbeelding van een fregatvogel en geheel onderaan staat een band met de spreuk: To Lead is To Serve.

## Symboliek
- De arend staat voor het grootste eiland van de Salomonseilanden, te weten Malaita.
- De pijl-en-boog staat voor het Central District.
- De schildpad staat voor het Western District.
- De fregatvogel staat voor het Eastern District.

Australië · Fiji · Kiribati · Marshalleilanden · Micronesia · Nauru · Nieuw-Zeeland · Oost-Timor · Palau · Papoea-Nieuw-Guinea · Salomonseilanden · Samoa · Tonga · Tuvalu · Vanuatu
Afhankelijke gebieden

Amerikaans-Samoa · Cookeilanden · Frans-Polynesië · Guam · Nieuw-Caledonië · Niue · Norfolk · Noordelijke Marianen · Pitcairn · Tokelau-eilanden · Wallis en Futuna